# Nizza di Sicilia
Nizza di Sicilia (deutsch „Nizza von Sizilien“) ist eine Stadt der Metropolitanstadt Messina in der Region Sizilien in Italien mit 3520 Einwohnern (Stand 31. Dezember 2023).

## Lage und Daten
Nizza di Sicilia liegt 36 Kilometer südwestlich von Messina. Die Einwohner arbeiten hauptsächlich in der Landwirtschaft und in der Fischerei. 
Die Nachbargemeinden sind Alì Terme, Fiumedinisi, Mandanici und Roccalumera.

## Geschichte
Der Ort entstand im Mittelalter. Von 1851 bis 1963 hieß Nizza di Sicilia San Ferdinando. Von 1929 bis 1948 gehörte der Ort zu Roccalumera.

## Sehenswürdigkeiten
- Ruinen des Schlosses aus dem Mittelalter